# Record Plant

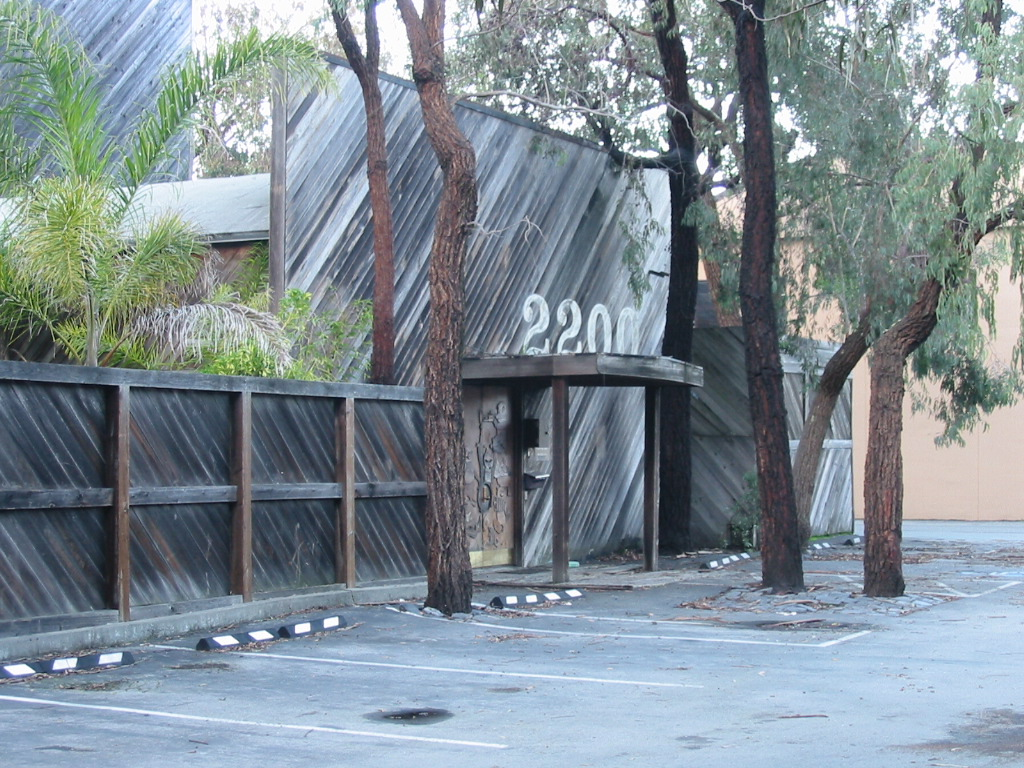
The Plant em Sausalito, Califórnia

Record Plant Studios, conhecido também como The Record Plant, foram três famosos estúdios de gravação fundados e administrados por Gary Kellgren e Chris Stone. O primeiro estúdio foi aberto em 1968 em Nova York. No ano seguinte foi a vez de Los Angeles, e em 1972 a segunda filial foi inaugurada em Sausalito, Califórnia. 
O enorme sucesso do Record Plant deveu-se principalmente aos trabalhos anteriores de Gary Kellgren com músicos como Frank Zappa, Jimi Hendrix e The Velvet Underground, assim como o desejo do produtor de construir um estúdio com um ambiente não só confortável, mas propício à criatividade dos artistas. 
Na década de 1980, os estúdios de Nova York e Sausalito acabaram sob diferentes administrações, enquanto o de Los Angeles tornou-se a matriz. Vendido, o Record Plant de Nova York foi fechado no final da mesma década. Atualmente, os estúdios de Sausalito (nomeado "The Plant") e Los Angeles ("The Record Plant") operam sob administradores distintos.